# Mareil-en-France
Mareil-en-France is een gemeente in het Franse departement Val-d'Oise (regio Île-de-France) en telt 571 inwoners (2004). De plaats maakt deel uit van het arrondissement Sarcelles.

## Geografie
De oppervlakte van Mareil-en-France bedraagt 7,0 km², de bevolkingsdichtheid is 81,6 inwoners per km².
De onderstaande kaart toont de ligging van Mareil-en-France met de belangrijkste infrastructuur en aangrenzende gemeenten.

## Demografie
Onderstaande figuur toont het verloop van het inwonertal (bron: INSEE-tellingen).